# ویلیام سامر جانسون
ویلیام سامر جانسون (انگلیسی: William Summer Johnson؛ ۲۴ فوریه ۱۹۱۳ – ۱۹ اوت ۱۹۹۵) یک شیمی‌دان اهل ایالات متحده آمریکا بود. جانسون برنده نشان ملی دانش در شیمی شده است.